# 김범수 (가수)
김범수(金範洙, 1979년 1월 26일 ~ )는 경상남도 창원 출신의 가수이다.

## 학력
- 서울양동초등학교 (1991년) (졸업)
- 양강중학교 (1994년) (졸업)
- 강서공업고등학교 (1997년) (졸업)
- 숭실대학교 글로벌미래교육원 음악계열 실용음악 보관됨 2021-03-02 - 웨이백 머신 (97학번) (중퇴)
- 서울예술대학 실용음악과 (졸업)
- 중부대학교 연극영화과 (졸업)
- 중부대학교 인문산업대학원 연극영화학과 (졸업)

## 경력
김범수는 경상남도 창원에서 태어나 초등학교 때 서울 양천구로 이사하여 성장기를 보냈다. 박선주로부터 보컬 트레이닝을 받았고, 1999년 4월 1집 앨범 《A Promise》로 데뷔하였다. 한동안 얼굴 없는 가수로서 TV 출연 등을 아예 하지 않은 채 활동하였다. 2000년에는 2집 앨범의 타이틀 곡인 〈하루〉가 히트하였고, 이후 〈Hello Good-bye Hello〉라는 제목으로 영어판을 발매하여 빌보드 판매 차트 51위에 진입하여 글로벌 가수무대에 이름을 올렸다. 이 밖에도 일본에서 두 장의 앨범을 발매했다.
2002년, 김범수의 3집 앨범의 타이틀 곡인 〈보고싶다〉가 SBS 드라마 《천국의 계단》에 OST로 사용되면서 인기를 얻었다. 이후 2003년경부터 TV 등의 매체에 출연하기 시작하고, 발매 앨범에도 본격적으로 자신의 얼굴을 노출시키기 시작하였다. 2006년 4월 3일 현역으로 입대하여 운전병 및 연예 병사로 활동한 후 2008년 3월 28일에 제대했다. 제대 후 6집 앨범을 발매하면서 가수 활동을 재개하였다. 2011년 3월에는, MBC 《우리들의 일밤》 - 나는 가수다에 참여하여 박정현과 함께 최장 생존 가수로 명예졸업을 하였고, 이 무렵부터 예능에 본격적으로 뛰어들어 인지도를 강화했다.

## 논란

### 라디오에서의 '치한놀이' 경험 발언
김범수는 2010년 3월 13일 "꿈꾸는 라디오" 1부 방송에서 "밤늦게 괜찮은 처자가 골목 어귀에 가면 내가 일부러 속도를 조금 더 빨리한다. 탁탁탁 가면 그 여성분 속도가 더 빨라진다. 그러면 재밌다. 내가 더 점점 빨리 가면 그 여성분 어깨가 들썩들썩. 이게 긴장하고 있다는 거다. 그러다 내가 점점 빠른 걸음으로 가다 뛰기 시작한다. 그러면 이분이 소리를 지르면서 갑자기 막 도망간다. 그게 너무 재밌더라." 라고 하였다. 초대손님으로 나온 아나운서가 사과를 요구하자 김범수는 "죄송하다. 어렸을 때 철없는 시절" 이라고 해명하였다. "치한 놀이" 발언으로 물의를 빚은 MBC FM4U "꿈꾸는 라디오"가 방송통신심의위원회로부터 중징계를 받았다. 방송통신심의위원회는 2010년 4월 7일 열린 젠체회의에서 "꿈꾸라"에 경고 조치를 의결하였다. 경고는 방송사 재허가시 방송평가에서 감점으로 작용하는 중징계이다. 방송통신심의위원회 관계자는 "진행자 김범수가 방송에 부적절한 내용을 여과없이 방송하여 제재 조치를 내렸다" 라고 밝혔다.

## 음반 목록

### 앨범
1집 《A Promise》 (1999)
- 수록곡 : 약속, 비가 와, 사랑이 떠나가네, 첫사랑 등 총 11곡
- 이 중 타이틀곡 '약속' 은 MBC 일일연속극 '보고 또 보고'에 사용됨

2집 《remember》 (2000)
- 수록곡 : 하루, 눈물과 바꾼 사랑, 비처럼 음악처럼, 수요일에는 빨간 장미를 등 총 17곡
- '비처럼 음악처럼' 은 故 김현식의 노래를 리메이크한 것

2.5집 《New Song & Special》 (2001)
- 수록곡 : 하루, 약속 등 자신의 대표곡+일생동안 등 처음 선보인 곡. 2장의 CD에 나누어 발매, 총 20곡 + 3곡
- 기존 곡들은 새로운 라이브 버전으로 발매됨

3집 《보고싶다》 (2002)
- 수록곡 : 보고싶다, Hello Good-bye Hello(2집〈하루〉의 영문 버전), 바보같은 내게, 나없이 행복할 널 위해 등 총 15곡
- 타이틀곡 '보고싶다'는 드라마 '천국의 계단'에 OST로 사용된 곡
- 이 후 '천국의 계단' 이 일본에서 인기를 끌면서 '보고싶다'를 윤손하가 번안하여 부르고, 이후 김범수 본인도 일본어로 불렀다.
- 이현도가 '바보같은 내게','지겨워'를 제공.'바보같은 내게'는 발라드곡이다.
- Track 8 '혼자'는 자작곡

3.5집 《Friends》 (2003)
- 수록곡 : 일생동안, 사랑은 없어, 니가 날 떠나, 나 가거든 등 총 13곡
- 이 중 '니가 날 떠나'는 2005년 KBS2 드라마 '해신'에 OST로 사용되었다.
- 자켓에 자신의 얼굴을 본격적으로 노출시킨 첫 앨범

4집 《the 4th episode》 (2004)
- 수록곡 : 가슴에 지는 태양, 후회가 싫다, 사랑만으론, 슬픔 한가운데, 한동안 뜸했었지 등 총 14곡
- 박효신, 사랑과 평화 등이 피쳐링을 한 곡들이 포함되었다.
- 이현도가 '영원에 관하여 (ft. Gaeri)', '슬픔 한가운데', 'Happiness(ft. JOOSUC)', '나의 너에게(ft. Supasize)' 총 4곡 제공
- Track 14. 'to me'는 자작곡

리메이크 앨범 《again》 (2005)
- 수록곡 : Memory(조관우의 '겨울 이야기'), 가려진 시간 사이로(윤상), 처음 느낌 그대로(이소라) 등 총 12곡

《Live Best》 (2005)
- 올림픽공원에서의 실황을 담은 CD+DVD음반

5집 《So Long...》 (2006)
- 수록곡 : 위로, 오아시스 등 6곡 + 뮤직비디오 모음 CD 7곡으로 두 장의 CD에 나누어서 발매. 총 13곡
- 군 입대 전 마지막으로 발매한 앨범

6집 《슬픔활용법》(2008)
- 수록곡 : 슬픔 활용법, Smile Again, 줄다리기, 사랑아 등 총 15곡
- 군 제대 이후 처음으로 제작된 앨범, 전체 프로듀서는 황찬희가 맡음
- 윤하, 원더걸스 유빈, 각주 등이 참여
- 타이틀곡은 '슬픔 활용법'으로 군복무 당시 친분을 쌓았던 배우 지성이 뮤직비디오의 주인공으로 출연

7집 《SOLISTA Part.1》 (2010)
- 수록곡 : 지나간다, 피우든 마시든, 언젠가는 등 총 7곡
- 박진영이 프로듀싱을 맡음

7집 《SOLISTA Part.2》 (2011)
- 수록곡 : 끝사랑, 기억을 걷다 등 총 7곡
- 김범수 본인이 직접 타이틀곡 '끝사랑'의 뮤직비디오에 출연

8집 《HIM》 (2014)
- 수록곡 : 집 밥, 상남자, 총 13곡
- 긱스, 스윙스, 로꼬, 진보, 크러쉬 등 대한민국을 대표하는 블랙 뮤직 아티스트들이 대거 참여. 그만의 개성 넘치는 흑인 음악을 선보였다.

### 참여 앨범
- 드라마 《다모》O.S.T - 〈비가〉
- 드라마 《종합병원 2》 O.S.T - 〈욕심〉
- 영화 《!슬픔보다 더 슬픈 이야기》O.S.T - 〈슬픔보다 더 슬픈 이야기〉
- 드라마 《자이언트》 O.S.T - 〈에델바이스〉, 〈러빙유 (자이언트 Version)〉
- 드라마 《시크릿 가든》 O.S.T - 〈나타나〉
- 드라마 《뿌리깊은 나무》 O.S.T - 〈말하지 않아도〉
- 드라마 《추적자 THE CHASER》 O.S.T - 〈굳은살〉
- 드라마 《하이드 지킬, 나》 O.S.T - 〈오직 너만〉
- 드라마 《프로듀사》 O.S.T - 〈사랑의 시작은 고백에서부터〉
- 드라마 《함부로 애틋하게》 O.S.T - 〈사랑해요〉
- 드라마 《사임당, 빛의 일기》 O.S.T - 〈기억상실증〉

## 수상 경력
| 연도   | 수상 내역                                                     |
| ------ | ------------------------------------------------------------- |
| 2002년 | - 뮤직비디오 상 〈보고싶다〉 - KBS 가요대상 본상 〈보고싶다〉 |
| 2003년 | - 뮤직비디오 상 〈보고싶다〉 - KBS 가요대상 본상 〈보고싶다〉 |
| 2004년 | - KBS 가요대상 본상 〈가슴에 지는 태양〉                      |
| 2011년 | - 멜론 뮤직 어워드 R&B/발라드상 〈제발〉                      |

## 방송 활동
- 2009년 ~ 2010년: MBC FM4U 《김범수와 꿈꾸는 라디오》 진행
- 2011년: MBC 《우리들의 일밤》 - 《나는 가수다》 출연
- 2012년: KBS 쿨FM 《김범수의 가요광장》 진행
- 2014년: Mnet 《슈퍼스타K 6》 심사위원
- 2015년: KBS 2TV 《투명인간》 출연
- 2015년 ~ 2016년: Mnet 《너의 목소리가 보여》 진행
- 2015년: Mnet 《슈퍼스타K 7》 심사위원
- 2016년: Mnet 《슈퍼스타K 2016》 심사위원
- 2017년: SBS 《판타스틱 듀오 2》
- 2020년: MBC 《놀면 뭐하니?》 (겨울 노래 구출작전 게스트)
- 2021년: TV조선 《내일은 국민가수》 심사위원
- 2022년: SBS 《미운 우리 새끼》 스페셜 게스트
- 2022년: KBS 2TV 《옥탑방의 문제아들》 출연
- 2023년: SBS 《신발벗고 돌싱포맨》113회
- 2023년- MBC《라디오스타》844회
- 2024년:  KBS 2TV 《더 시즌즈-이효리의 레드카펫》 출연
- 2024년: SBS 《꼬리에 꼬리를 무는 그날이야기》 이야기친구
- 2024년: TvN 《놀라운토요일》304회
- 2024년: JTBC 《아는형님》424회
- 2024년: tvN 《유 퀴즈 온 더 블럭》256회

## CF
- 현대자동차 - 버스 콘서트 (2011년)

## 에피소드
- 2011년 7월 2일 잠실야구장에서 김범수가 애국가를 부른 적이 있었는데, "하느님이 보우하사" 부분을 "대한사람 대한으로" 부분과 헷갈려 "대느님"이라고 불렀다. 이후 김범수에게는 "대느님"이라는 별명이 붙여졌다.